# 哥倫布 (阿肯色州)
哥倫布（英語：Columbus）是位於美國阿肯色州亨普斯特德縣的一個非建制地區。該地的面積和人口皆未知。

## 地理
哥倫布的座標為33°46′33″N 93°49′02″W / 33.77583°N 93.81722°W，而該地的平均海拔高度為133米（即436英尺）。